# 小行星7433
小行星7433（英語：7433 Pellegrini）是一颗围绕太阳公转的小行星。1993年5月21日，Farra d'Isonzo在法拉迪松佐发现了此天体。
这颗小行星的绝对星等为4.10637等。